# 宮城県古川高等学校
宮城県古川高等学校（みやぎけん ふるかわこうとうがっこう、英称:Miyagi Prefectural furukawa High School）は、宮城県大崎市古川にある男女共学の県立高等学校。

## 概要
- 1897年（明治30年）に宮城県尋常中学校志田郡立分校として創立。旧制第三中学，古川中学などを経て1948年4月1日新制の高等学校に移行、宮城県古川高等学校。創設以来男子校だったが2005年に男女共学になる。2023年現在、普通科で各学年6学級編成。宮城県古川高等学校卒業生は全日制課程19,340名 定時制課程(1963年度まで)369名の計19,709名、旧制中学時代の宮城県古川中学校の卒業生は4,126名になる。中国の故事に習い蛍と雪を校章にしている[1]。

## 周辺環境
- キャンパス西側には古川星陵病院、セブンイレブン、郵便局、古川信用組合、瑞泉寺。南側には七十七銀行。北側には東北電力古川営業所、福祉施設Ｆプラザ、公園、緒絶川、市役所、七日町、東側には河北新報社古川支局、ウジエスーパー、アルプスアルパイン、古川駅があり市の中心部に位置している。

## 著名な出身者[2]

### 社会運動
- 鈴木文治 - 中1（労働運動家／友愛会創始者、日本労働総同盟議長）

### 政治
- 中島鵬六 - 中2（衆議院議員）
- 守屋栄夫 - 中2（衆議院議員）
- 佐々木家寿治 - 中4（衆議院議員）
- 吉野信次 - 中5（商工大臣、運輸大臣、愛知県知事、参議院議員団会長、満州重工業開発副総裁、日本団体生命保険取締役会長／吉野作造の弟）
- 三浦義男 - 中12（衆議院議員、国会対策委員長、参議院決算委員長、土木学会会長）
- 三春重雄 - 中25（日本社会党宮城県本部委員長、日本ユーラシア協会会長、河北新報社厚生部部長、「魯迅の碑」設置／片山哲の甥）
- 本間俊一 - 中29（衆議院議員、自由党副幹事長、衆議院決算委員長、通産政務次官）
- 伊藤宗一郎 - 中40（第69代衆議院議長、防衛庁長官、科学技術庁長官、総理府原子力委員会委員長、宮城県名誉県民）
- 中島源陽 - 高37（宮城県議会議長）
- 石山敬貴 - 高40（衆議院議員）

### 行政

#### 官僚（内務省・宮内省・内閣府）
- 守屋栄夫 - 中2（内務官僚、内務省社会局社会部長）
- 三浦篤 - 中5（宮内官僚、内蔵頭、帝室林野局長官）

#### 外交官（外務省・国際代表）
- 鈴木文治 - 中1（ジュネーブ国際労働会議副議長）
- 守屋栄夫 - 中2（ジュネーブ国際労働会議日本政府代表）
- 守屋和郎 - 中3（外交官、駐アフガニスタン特命全権公使、満州国参事官、台湾総督府外事部長）
- 鹿野軍勝 - 高13（外交官、駐ポーランド大使、駐コロンビア大使、駐バチカン大使）

#### 地方行政（知事）
- 佐々木家寿治 - 中4（宮城県知事、仙台銀行を設立）
- 三浦義男 - 中12（宮城県知事）

#### 地方行政（副知事）
- 佐野好昭 - 高28（宮城県副知事、宮城県総務部長、株式会社ベガルタ仙台取締役）

#### 地方行政（市町村長）
- 守屋栄夫 - 中2（塩釜市長）
- 三浦篤 - 中5（古川市長）
- 大衡照夫 - 中28（古川市長）
- 本間俊一 - 中29（中新田町長）
- 千坂侃雄 - 中44（古川市長）
- 佐々木謙次 - 高10（古川市長）
- 佐藤仁一 - 高21（岩出山町長）
- 猪股洋文 - 高22（加美町長）
- 石山敬貴 - 高40（加美町長）

#### 軍務（軍医・海軍士官）
- 梶塚隆二 - 中6（陸軍軍医総監、満州関東軍軍医部長、731部隊の統括・監督）
- 斎藤正久 - 中16（海軍大佐、台南航空隊2代目司令／山本五十六の義弟）

### 経済
- 柳沢七郎 - 中7（住友金属工業社長）
- 早坂順一郎 - 中19（德陽シティ銀行頭取、東北放送社長）
- 多藤省徳 - 中33（極洋副社長、顧問）
- 今野栄喜 - 中40（旭化成副社長、蝶理社長）
- 早坂啓 - 中42（德陽シティ銀行頭取）
- 鈴木大吉 - 中47（日本団体生命保険副社長）
- 京極昭 - 中47（Jリーグベガルタ仙台社長、河北新報社顧問）
- 三浦澄能 - 高1（住友電設社長）
- 佐藤進 - 高3（東急レクリエーション社長）
- 中川裕雄 - 高5（アンリツ社長）
- 高橋俊裕 - 高10（日本郵政公社副総裁、トヨタ自動車常務取締役、東京トヨペット社長、トヨタアドミニスタ社長）
- 石森令一 - 高24（東北インフォメーション・システムズ社長、東北電力常務取締役、東日本放送番組審議会委員）
- 伊藤健二 - 高25（日本政策金融公庫副総裁）
- 佐々木知廣 - 高26（Jリーグベガルタ仙台社長）
- 麿秀晴 - 高26（TOPPANホールディングス社長、日本オープンイノベーション大賞）
- 森谷浩一 - 高27（パイオニア社長）
- 大場善次 - 高28（株式会社チソー食坊社長）
- 細谷浩司 - 高30（ブラジル日本通運社長）
- 千葉知裕 - 高57（Macbee Planet社長）
- 赤間響 - 高71（BUTAI社長）

### 法曹
- 中島鵬六 - 中2（弁護士）
- 守屋栄夫 - 中2（弁護士）
- 高橋勝夫 - 中48（弁護士、仙台弁護士会会長）
- 青木正芳 - 高6（弘前事件・松山事件弁護士、日本弁護士連合会副会長）
- 田村幸一 - 高24（裁判官、弁護士、高松高等裁判所長官、総務省電気通信紛争処理委員会委員長）
- 我妻崇 - 高25（弁護士、日本弁護士連合会副会長、日本知的財産仲裁センター東北支所長）
- 鈴木忠司 - 高25（弁護士、仙台弁護士会副会長）

### 医療
- 寺坂源雄 - 中19（京城医学専門学校教授、日本薬理学会会長）
- 松本慶蔵 - 中47（長崎大学熱帯医学研究所名誉教授、感染症学・熱帯医学の専門家）
- 石崎允 - 高9（腎臓透析の世界的権威、腎臓移植功労者）
- 遠藤渉 - 高17（地域医療従事者、気仙沼市立病院院長)
- 及川真一 - 高19（日本医科大学名誉教授、日本糖尿病合併症学界会長）
- 伊藤貞嘉 - 高24（高血圧学会の世界的権威、東北大学理事、名誉教授、日本高血圧学会栄誉賞、Distinguished Scientist Award受賞）
- 力山敏樹 - 高33（自治医科大学付属さいたま医療センター教授、副センター長）
- 大久保孝義 - 高38（帝京大学医学部衛生学公衆衛生学講座主任教授）

### 学界・研究

#### 国際的に評価された学者
- 佐々木力 - 高17（中国科学院教授、元東京大学教養学部教授、科学哲学の世界的権威であり、東アジアを代表する科学史家）

#### 国内の大学・研究機関で活躍する学者
- 石原富松  - 中8（東北帝国大学名誉教授、東北大学多元物質科学研究所第三代所長、鉱物学者）
- 祇園寺信彦 - 中28（東北大学名誉教授、西洋史学者）
- 永沢幸七 - 中29（東京家政学院大学名誉教授、心理学者）
- 近藤鏡二郎 - 中31（アイヌ音楽研究家）
- 袖井林二郎 - 高1（法政大学名誉教授、国際政治学者）
- 及川馥 - 高2（茨城大学名誉教授、フランス文学者）
- 三塚武男 - 高2（同志社大学名誉教授、社会福祉学者）
- 大友篤 - 高4（日本女子大学教授、統計学者）
- 曽根敏夫 - 高5（東北大学名誉教授、日本音響学会会長、耳鼻咽喉科学者)
- 高橋勇悦 - 高6（東京都立大学名誉教授、社会学者）
- 加藤孝義 - 高7（東北大学名誉教授、心理学者）
- 大森英樹 - 高9（東京理科大学名誉教授、数学者）
- 石川力山 - 高10（駒澤大学教授、仏教学者)
- 板橋秀一 - 高13（筑波大学名誉教授、情報工学者）
- 名取四郎 - 高13（立教大学名誉教授、宗教学者）
- 菅井秀郎 - 高14（名古屋大学教授、工学者）
- 後藤一蔵 - 高15（消防団研究者、社会学者）
- 今川和彦 - 高23（東京大学教授、東海大学総合農学研究所所長、獣医学者）
- 千葉惠 - 高25（北海道大学名誉教授、哲学者、倫理学者）
- 今野一宏 - 高29（大阪大学大学院理学研究科教授、数学者）
- 伊藤孝 - 高35（茨城大学教授、NHK高校講座「地学」講師、地質学者）

### 技術開発

#### 情報通信（ICT）
- 佐藤利三郎 - 中38（通信工学の権威、東北大学名誉教授、東京タワーの放送アンテナ、新幹線の通信システムの設計開発)

#### モーターサイクル（自動車二輪）
- 斎藤馨 - 高1（本田技術研究所専務取締役エグゼクティブチーフアドバイザー、極東の小さな町工場から本田宗一郎と共にマン島TTレース優勝）

#### 再生可能エネルギー・風力発電
- 荒川忠一 - 高22（数値流体力学の権威、東京大学名誉教授、京都大学特任教授、名古屋大学客員教授、世界最軽量凡庸小型風力発電システムの開発、産学官連携功労者表彰）

#### 望遠鏡・宇宙観測
- 三神泉 - 高25（国立天文台ハワイ観測所すばる望遠鏡開発建造プロジェクトリーダー）

### 大学運営
- 吉野信次 - 中5（武蔵大学学長）
- 杉野目晴貞 - 中11（北海道大学総長、日本化学会会長、国立大学協会副会長、科学技術会議議員、有機化学者)
- 北村勝衛 - 中20（松本歯科大学初代学長）
- 鈴鴨清美 - 高5（宮城教育大学副学長）
- 大沼直紀 - 高12（筑波技術大学学長、東京大学先端科学技術研究センター客員教授）
- 佐野好昭 - 高28（宮城大学理事長）

### 教育
- 渡辺義之 - 高11（宮城県教育委員会教育次長）
- 佐々木義昭 - 高18（宮城県教育委員会教育長）
- 浅野修慈 - 高35（予備校講師、河合塾KALS英語科講師『詳解 大学院への英文法』著）
- 佐野光宜 - 高50（予備校講師、河合塾英語科講師『真・英語力トレーナー』シリーズ共著）

### 芸術・文化

#### 音楽

##### 器楽
- 金沢茂 - 高18（東京交響楽団首席トロンボーン奏者、エグゼクティブマネージャー、長野県県民文化会館館長）
- 相澤政宏 - 高39（東京交響楽団首席フルート奏者、東京音楽大学講師）
- 牛渡克之 - 高40（東京吹奏楽団ユーフォニアム奏者、岩手大学教授、同志社女子大学教授）
- 大和田雅洋 - 高41（NHK交響楽団サクソフォーン奏者、洗足学園音楽大学教授、東京藝術大学講師）
- 伊藤圭 - 高48（NHK交響楽団首席クラリネット奏者、東京音楽大学准教授、東京藝術大学講師、国立音楽大学講師）
- 本田勇介 - 高54（クラシック音楽ピアニスト）
- 芳賀史徳 - 高54（読売日本交響楽団クラリネット奏者、桐朋学園大学講師）

##### 声楽
- 成田英文 - 高34（声楽家、テノール歌手、リヨン国立歌劇場専属オペラ歌手）
- 成田博之 - 高39（声楽家、バリトン歌手、国立音楽大学講師、尚美学園大学講師）
- 佐藤直幸 - 高60（声楽家、テノール歌手、元アンサンブルコノハのメンバー）

#### 美術
- 千葉衛 - 中27（画家、光風会会員）
- 白鳥三郎 - 高1（画家、独立美術協会審査員）
- 佐々木宗實 - 高18（画家、新制作協会会員）

#### 漫画・アニメーション
- 佐藤健悦 - 高48（漫画家）
- 小野洋一郎 - 高49（漫画家、代表作はブレイブ・ストーリー〜新説〜）

#### 舞台芸術（タカラジェンヌ）
- 蓮つかさ - （元宝塚歌劇団月組男役）

### 芸能
- さとう宗幸 - 高19（シンガーソングライター）
- 渡辺勝彦 - 高30（タレント）
- 菅原大吉 - 高31（俳優）
- 千葉秀 - 高36（音楽プロデューサー）
- ちばしん - 高69（ほーみーず）

### マスコミ

#### アナウンサー
- 佐々木敦 - 高14（NHKアナウンサー）
- 横山義則 - 高36（岩手めんこいテレビアナウンサー、東北放送東京支社報道部長）
- 川上椋輔 - 高66（北海道文化放送アナウンサー）
- 千坂紗雪 - 高70（仙台放送アナウンサー）

#### ジャーナリスト
- 岩渕勝好 - 高16（ジャーナリスト、産経新聞論説委員、東北福祉大学・川崎医療福祉大学教授、厚生労働省社会保障審議委員)
- 佐々木恒美 - 高19（ジャーナリスト、河北新報社報道部長、論説委員長）
- 岩瀬昭典 - 高22（ジャーナリスト、河北新報社総務局長、東京支社長、論説委員）

#### プロデューサー
- 佐々木欽三 - 高8（NHKプロデューサー、広報事業局長）
- 保科修也 - 高25（NHKプロデューサー、NHK放送部番組制作担当部長）

#### 編集者
- ツルシカズヒコ - 高26（編集者、『週刊SPA!』編集長）

### スポーツ

#### 野球
- 鈴木徹 - 高2（プロ野球選手、大洋ホエールズ内野手）
- 伊藤春男 - 高2（プロ野球選手、毎日オリオンズ投手）
- 佐々木治樹 - 高25（東京六大学野球選手）
- 相沢滋 - 高43（社会人野球選手、七十七銀行投手）

#### 卓球
- 角田啓輔 - 高3（卓球日本代表、世界卓球選手権金メダリスト）
- 菅原清春 - 高15（卓球選手）

#### その他の競技

##### 登山
- 伊達篤郎 - 中27（日本山岳協会最高顧問、仙台藩士会会長、瑞鳳殿顧問／伊達政宗の末裔）

##### バスケットボール
- 佐々木桂二 - 高23（バスケットボール指導者）

##### トレーナー
- 青柳力 - 高47（スポーツトレーナー）

### その他
- 小嶋進 - 高24（ヒューザー社長、耐震強度偽装問題関係者）

## アクセス
所在地
- 〒989-6155　宮城県大崎市古川南町二丁目3の17。

鉄道
- 東日本旅客鉄道（JR東日本）東北新幹線・陸羽東線古川駅より西側へ徒歩15分、自転車5分。

バス
- 宮城交通高速バス仙台・泉→古川行き。古川七日町バス停下車から南側へ徒歩5分。